# لامار (ویسکانسین)
لامار (به انگلیسی: Lamar) یک منطقهٔ مسکونی در ایالات متحده آمریکا است که در شهرستان پولک، ویسکانسین واقع شده‌است. لامار ۳۷۰٫۹۵ متر بالاتر از سطح دریا واقع شده‌است.